# Bridgette Wilson
Bridgette Leann Wilson Sampras (Gold Beach, 25 de setembro de 1973) é uma ex-atriz, cantora e modelo americana. Foi Miss Teen USA em 1990, Wilson detém vários papéis na televisão e filmes, incluindo o papel de Veronica Vaughn no filme Billy Madison, e Sonya Blade no filme Mortal Kombat. Desde 2000 ela é casada com o tenista Pete Sampras.

## Biografia
Seus pais são Dale Wilson e Kathy Wilson, e sua irmã mais velha Tracy Wilson também é atriz.
Em 1990 foi eleita Miss Teen USA, que lhe permitiu começar uma carreira como atriz. No ano seguinte se mudou para Los Angeles para começar a atuar no cinema. Estreou em 1992 interpretando Lisa Fenimore na série Santa Barbara.
Em 1993 participou do filme O Último Grande Herói junto com Arnold Schwarzenegger. Em 1995, Wilson despontou para a fama interpretando Sonya Blade em Mortal Kombat, e a professora Veronica Vaughn em Billy Madison. Wilson voltaria ao papel de Blade em 2020 no jogo Mortal Kombat 11, onde um conteúdo para download deixava alguns personagens com as feições e vozes de seus intérpretes no filme.
Quatro anos mais tarde, em 1997, interpretou Elsa Shivers em Eu Sei o que Vocês Fizeram no Verão Passado, papel onde era a irmã maior de Helen Shivers (Sarah Michelle Gellar).
Mais tarde em 2005, interpretou a personagem Lisa Cramer no filme Shopgirl, ao lado de Steve Martin e Claire Danes. Já trabalhando menos para criar seus filhos com Pete Sampras, se aposentou da atuação após o filme Phantom Punch em 2008.

## Filmografia
- 1992 - Saved by the Bell (série, 5 episódios) - Ginger
- 1993 - Santa Barbara (série) Lisa Fenimore Castillo #2 (1992-1993)
- 1993 - Last Action Hero - Whitney/Meredith
- 1995 - Higher Learning - Nicole
- 1995 - Billy Madison - Veronica Vaughn
- 1995 - Mortal Kombat - Sonya Blade
- 1995 - Nixon - Sandy
- 1996 - Final Vendetta - Jennifer Clark
- 1996 - Unhook the Stars - Jeannie Hawks
- 1997 - Marina
- 1997 - Nevada - June
- 1997 - The Stepsister (TV) - Melinda Harrison
- 1997 - The Real Blonde - Sahara
- 1997 - I Know What You Did Last Summer - Elsa Shivers
- 1997 - Sweet Evil
- 1998 - Host (TV) - Julit Spring
- 1998 - Starstruck - Sandra
- 1999 - The Suburbans - Lara
- 1999 - Love Stinks - Chelsea Turner
- 1999 - House on Haunted Hill - Melissa Margaret Marr
- 2000 - Beautiful - Lorna Larkin, Miss Texas
- 2000 - The $treet (série) - Bridget Deshiel
- 2001 - The Wedding Planner - Francine Donolly
- 2001 - Just Visiting - Amber
- 2002 - Buying the Cow - Sarah
- 2002 - Extreme Ops - Chloe
- 2003 - CSI (Dois episódios da 4ª temporada)
- 2005 - Shopgirl - Lisa Cramer
- 2008 - Phantom Punch - Farah